# کایزرسدورف
کایزرسدورف (به آلمانی: Kaisersdorf) یک منطقهٔ مسکونی در اتریش است که در ناحیه اوبرپولندورف واقع شده‌است. کایزرسدورف ۵۴۰ نفر جمعیت دارد.